# Allochernes siciliensis
Allochernes siciliensis är en spindeldjursart som först beskrevs av Beier 1963.  Allochernes siciliensis ingår i släktet Allochernes och familjen blindklokrypare. Inga underarter finns listade i Catalogue of Life.